# Mitologia aragonesa
Mitologia aragonesa és el llegendari que s'ha explicat durant generacions a Aragó. Es tracta d'un conjunt d'històries sobretot anònimes i de transmissió oral que se centren en personatges singulars o a explicar l'existència de construccions i particularitats locals. Poden ser la transformació de mites europeus similars o bé tradicions pròpies. Com a representació cultural transcendeix els límits fronterers actuals, i és una manifestació més de la cultura aragonesa.
A Aragó s'hi presenten una sèrie de característiques pròpies com els diferents personatges fruit de la diferenciació cultural, tot i que, per la naturalesa de les cultures populars, es pot dir també que hi ha alguns punts de contacte i similituds amb les cultures limítrofes. N'és un exemple el tió de Nadal, que també pertant a la mitologia catalana i a l'andorrana.